# 岡山県立津山工業高等学校
岡山県立津山工業高等学校（おかやまけんりつ つやまこうぎょうこうとうがっこう）は、岡山県津山市山北にある公立の工業高等学校。略称は表記上では「津工（つこう）」だが、（近隣に位置する津山高校の略称が「津高」と書いて同じ“つこう”という読みなので）「工業（こうぎょう）」という略称の方が地元では一般的である。

## 設置学科
全日制の課程
- 建築科（工業に関する学科）: A科
- 土木科（工業に関する学科）: C科
- 機械科（工業に関する学科）: M科
- 電気科（工業に関する学科）: E科（既に募集を停止、ロボット電気科へ）
- 工業化学科（工業に関する学科）: Ch科
- 電子機械科（工業に関する学科）: （既に募集を停止、ロボット電気科へ）
- デザイン科（工業に関する学科）: D科
- ロボット電気科(工業に関する学科) :R科

※アルファベットは学科の略称。

## 沿革
- 1941年（昭和16年）2月21日 - 岡山県立津山工業学校を設立。建築科・土木科を設置。高等小学校卒業を入学資格として修業年限3年[1]。
- 1945年（昭和20年）4月20日 - 機械科を新設。
- 1948年（昭和23年）4月1日 - 学制改革により岡山県立津山工業高等学校となる。
- 1960年（昭和35年）4月1日 - 電気科を新設。
- 1962年（昭和37年）4月1日 - 工業化学科を新設。
- 1991年（平成3年） - 創立50周年記念式典を挙行。
- 1995年（平成7年）4月1日 - 電子機械科を新設。
- 2010年（平成22年）4月1日 - デザイン科を新設。
- 2018年（平成30年）4月1日 - 電気科、電子機械科の募集停止。ロボット電気科を新設。

## 創立以来の卒業者数
- 19,267人（2007年3月31日現在）

## 年間行事
- 4月 - 入学式
- 9月 - 体育祭
- 11月 - 峰南祭（ほうなんさい）
- 3月 - 卒業式

## 部活動
運動部
- 空手部
- 剣道部
- 軟式野球部
- 硬式野球部
- ハンドボール部
- ボクシング部
- 柔道部
- 卓球部
- ソフトテニス部
- 水泳部
- バレーボール部（男子、女子）
- 山岳部
- 陸上競技部
- サッカー部
- バスケットボール部
- ラグビー部
- 弓道部
- スキー部
- 空手道部
- ハンドボール部
- バドミントン部

文化部
- 美術部
- 放送部
- 吹奏楽部
- 写真部
- ラジオ部
- 電子工作部
- メカニック部
- 文学部
- 建築研究部
- 物理部
- 化学部
- 計算技術部
- 土木研究部
- 社研部
- 書道部
- 文学部

## 著名な出身者
- 青木雄二（漫画家）
- 髙橋信二（元プロ野球選手、現北海道日本ハムファイターズコーチ）
- 亘崇詞（サッカー解説者）
- 津本貴啓（元サッカー選手）
- 芦田和幸（元プロ総合格闘家）

## 最寄駅
- JR姫新線: 津山駅（徒歩30分程度）